# Lê Thi
Lê Thi hay Thi Lê là nhà quay phim, đạo diễn phim tài liệu, Đại tá Quân đội Nhân Dân Việt Nam, ông được phong danh hiệu Nghệ sĩ Nhân dân năm 2012.

## Tiểu sử
Lê Thi tên đầy đủ là Lê Văn Thi, sinh ngày 12 tháng 8 năm 1944 tại xã Công Lý, huyện Lý Nhân, tỉnh Hà Nam. Năm 1962, ông tốt nghiệp Trường Âm nhạc Việt Nam và làm việc tại Sở Văn hóa Hà Nội, ông còn có sở thích khác là quay phim nên ông quyết định học thêm về ngành này.
Ông nhập ngũ tháng 2 năm 1967, bộ phim tài liệu đầu tiên mà ông đạo diễn là Thạch Hãn ngày đầu giải phóng. Lê Thi từng làm Quản đốc Xưởng Tài liệu - Điện ảnh Quân Đội Nhân Dân Việt Nam từ năm 1993 đến 2005. Trước khi về hưu ông có quân hàm Đại tá.
Lê Thi từng là giám khảo Liên hoan truyền hình toàn quốc.

## Tác phẩm

### Quay phim
- Từ trận đầu đánh thắng

- Thành phố K những ngày đầu giải phóng
- 1972 - Hà Nội bản hùng ca

### Đạo diễn
- 1975 - Thạch Hãn ngày đầu giải phóng
- 1980 - Mảnh trăng cuối rừng (Đồng đạo diễn: Nguyễn Kha)
- 1985 - Anh bộ đội của chúng em
- 1989 - Trường Sa… không xa
- Nàng Tô Thị mỉm cười
- 1995 - Đường mòn trên biển Đông (Đồng đạo diễn: Phạm Huyên)[6]
- 1998 - Mùa xuân toàn thắng
- 1999 - Cát cháy
- 1999 - Nguyện cùng người[7]

- 2001 - Người anh cả quân đội
- 2002 - Phía trước
- 2002 - Hà Nội 12 ngày đêm[8]
- 2003 - Vì bầu trời Tổ quốc
- 2006 - Câu chuyện thành trì
- 2008 - Ngàn năm dựng nước và giữ nước[9]

- 2009 - Tiếng Cồng định mệnh (Đồng đạo diễn Nguyễn Khắc Lợi)

- ? - Đền thờ Bác Hồ[8]
- Người cận vệ của Bác Hồ

- 2014 - 30/4 Ngày thống nhất
- 2019 - Việt Nam thời đại Hồ Chí Minh - Biên niên sử truyền hình (Tổng đạo diễn)[10]
- 2021 - Con đường đã chọn (Tổng đạo diễn)

### Sản xuất
- Hoa ban đỏ (1994 - Phó giám đốc sản xuất)

## Thành tích
- Nghệ sĩ Ưu tú (1997)
- Nghệ sĩ Nhân dân (2012)

- Huân chương kháng chiến chống Mỹ hạng Nhất
- Huân chương chiến công
- Huy chương Quân kỳ quyết thắng
- Huân chương Chiến sĩ giải phóng
- Huân chương chiến sĩ vẻ vang hạng 1, 2, 3
- Huy hiệu vì sự nghiệp Điện ảnh
- Huy hiệu vì sự nghiệp Báo chí
- Giải thưởng Nhà nước về Văn học nghệ thuật (2017)

## Giải thưởng
| Năm  | Sự kiện                                                             | Giải                        | Phim tài liệu                       | Chú thích                                                        |
| ---- | ------------------------------------------------------------------- | --------------------------- | ----------------------------------- | ---------------------------------------------------------------- |
| 1973 | Liên hoan phim Việt Nam lần thứ 2                                   | Bông sen Bạc                | Từ trận đầu đánh thắng              | Quay phim                                                        |
| 1973 | Liên hoan phim Việt Nam lần thứ 2                                   | Bông sen Bạc                | Thành phố những ngày đầu giải phóng | Quay phim                                                        |
| 1975 | Liên hoan phim Việt Nam lần thứ 3                                   | Bông sen Vàng               | Hà Nội bản hùng ca                  | Đạo diễn                                                         |
| 1978 | LHP Quốc tế Quân đội các nước XHCN (tại Hungary)                    | Giải nhất                   | Hà Nội bản hùng ca                  | Đạo diễn                                                         |
| 1985 | Giải thưởng Ủy ban thiếu niên nhi đồng Việt Nam                     | Đoạt giải                   | Anh bộ đội của chúng em             | Đạo diễn                                                         |
| 1989 | Giải thưởng Bộ Quốc Phòng về Văn học, nghệ thuật, báo chí 1984-1989 | Đoạt giải                   | Anh bộ đội của chúng em             | Đạo diễn                                                         |
| 1989 | Giải thưởng Bộ Quốc Phòng về Văn học, nghệ thuật, báo chí 1984-1989 | Giải A                      | Trường Sa… không xa                 | Đạo diễn                                                         |
| 1989 | Giải thưởng Bộ Quốc Phòng về Văn học, nghệ thuật, báo chí 1984-1989 | Giải A                      | Nàng Tô Thị mỉm cười                | Đạo diễn                                                         |
| 1994 | Giải thưởng Hội Nhà báo                                             | Giải C                      | Đường mòn trên biển Đông            | Đồng đạo diễn: Phạm Huyên Chuyển thề từ tác phẩm của Nguyên Ngọc |
| 1994 | Giải thưởng Hội Điện ảnh Việt Nam lần thứ 2                         | Giải A - Phim tài liệu nhựa | Đường mòn trên biển Đông            | Đồng đạo diễn: Phạm Huyên Chuyển thề từ tác phẩm của Nguyên Ngọc |
| 1996 | Liên hoan phim Việt Nam lần thứ 11                                  | Bông sen Vàng               | Đường mòn trên biển Đông            | Đồng đạo diễn: Phạm Huyên Chuyển thề từ tác phẩm của Nguyên Ngọc |
| 1998 | Giải thưởng Hội Điện ảnh Việt Nam                                   | Giải B                      | Mùa xuân toàn thắng                 | Đạo diễn Tập 3, 4                                                |
| 1999 | Giải thưởng Bộ Quốc Phòng về Văn học, nghệ thuật, báo chí 1994-1999 | Giải nhất                   | Đường mòn trên biển Đông            | Đồng đạo diễn                                                    |
| 1999 | Liên hoan phim Việt Nam lần thứ 12                                  | Bông sen Bạc                | Mùa xuân toàn thắng                 | Đạo diễn Tập 3, 4                                                |
| 1999 | Giải thưởng Bộ Quốc Phòng về Văn học, nghệ thuật, báo chí 1994-1999 | Giải Ba                     | Mùa xuân toàn thắng                 | Đạo diễn Tập 3, 4                                                |
| 1999 | Giải thưởng Hội Điện ảnh Việt Nam                                   | Giải B                      | Cát cháy                            | Đạo diễn                                                         |
| 2001 | Giải thưởng Hội Điện ảnh Việt Nam lần thứ 13                        | Giải A - Phim tài liệu nhựa | Người anh cả Quân đội               | Đồng đạo diễn: Lưu Văn Quỳ                                       |
| 2001 | Liên hoan phim Việt Nam lần thứ 13                                  | Bông sen Bạc                | Người anh cả Quân đội               | Đồng đạo diễn: Lưu Văn Quỳ                                       |
| 2002 | Giải thưởng Hội Điện ảnh Việt Nam                                   | Giải B                      | Phía trước                          | Đạo diễn                                                         |
| 2003 | Giải Cánh diều 2003                                                 | Cánh diều Bạc               | Vì bầu trời Tổ quốc                 | Đạo diễn                                                         |
| 2003 | Giải thưởng Bộ Quốc Phòng về Văn học, nghệ thuật, báo chí 1999-2004 | Giải A                      | Người anh cả Quân đội               | Đồng đạo diễn: Lưu Văn Quỳ                                       |
| 2007 | Giải Cánh diều 2006                                                 | Cánh diều Bạc               | Câu chuyện thành trì                | Đạo diễn                                                         |
| 2009 | Giải thưởng Bộ Quốc Phòng về Văn học, nghệ thuật, báo chí 2004-2009 | Giải A                      | Tiếng cồng định mệnh                | Đồng đạo diễn                                                    |
| 2015 | Liên hoan phim Việt Nam lần thứ 19                                  | Bằng khen của Ban giám khảo | 30/4 – Ngày thống nhất              | Đạo diễn                                                         |
| ???? | Giải thưởng của Liên hiệp các Hội Văn học Nghệ thuật Việt Nam.      | Đoạt giải                   | 30/4 – Ngày thống nhất              | Đạo diễn                                                         |